# William Peel, 3. Earl Peel

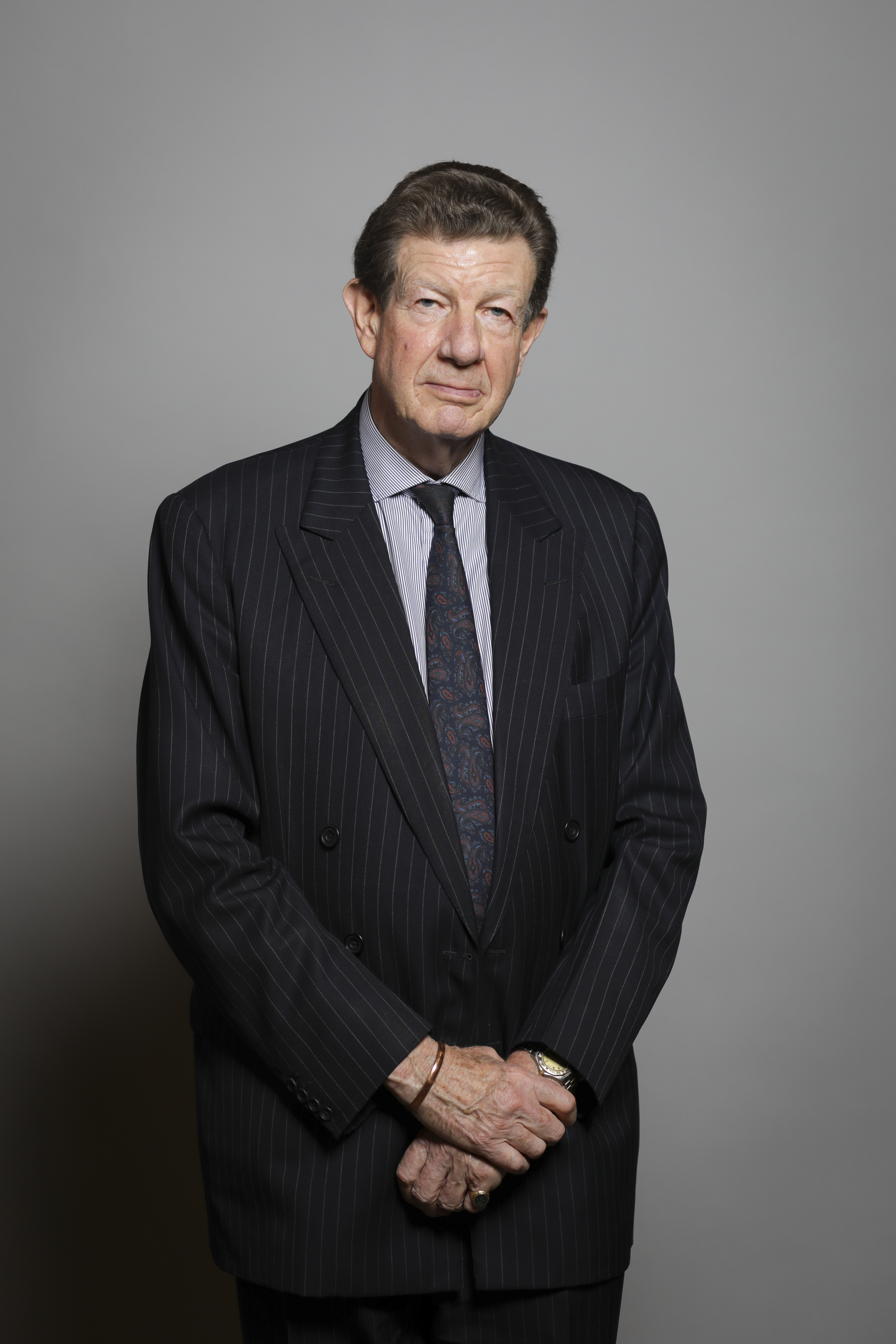
William Peel, 3. Earl Peel

William James Robert Peel, 3. Earl Peel GCVO PC DL (* 3. Oktober 1947) ist ein britischer Peer und Hofbeamter.

## Leben
Er ist der ältere Sohn von Arthur Peel, 2. Earl Peel (1901–1969) und führte als dessen Heir Apparent seit Geburt den Höflichkeitstitel Viscount Clanfield. 1969 beerbte er seinen Vater als Earl Peel.
Er besuchte zunächst Ampleforth College, verbrachte dann ein Semester an der Universität Tours in Frankreich, bevor er ein Studium am Royal Agricultural College in Cirencester absolvierte. 1973 heiratete er Veronica Naomi Timpson. Aus der Ehe, die 1987 geschieden wurde, stammen zwei Kinder, Ashton Peel, Viscount Clanfield (* 1976) und Lady Iona Peel (* 1978).
Seit 1989 ist er in zweiter Ehe mit Hon. Charlotte Clementine Soames, einer Tochter von Christopher Soames, Baron Soames und dessen Frau Mary, verheiratet. Seine Frau ist eine Enkelin von Sir Winston Churchill. Aus dieser Ehe stammt die Tochter Lady Antonia Peel (* 1991).

## Öffentliche Ämter
Seit er 1969 Earl Peel wurde, ist er als Crossbencher erbliches Mitglied des House of Lords. Nach der Oberhausreform im Jahre 1999 wurde er als Mitglied des Oberhauses gewählt.
Von 1993 bis 2006 war er als Lord Warden of the Stannaries Mitglied des Beratergremiums von Prinz Charles, das für das Herzogtum Cornwall zuständig ist. Außerdem war er Vorstandsmitglied in verschiedenen britischen Naturschutzorganisationen und war 1998 Deputy Lieutenant von North Yorkshire.
Von Oktober 2006 bis März 2021 hatte Earl Peel das Hofamt des Lord Chamberlain of the Household inne und war damit leitender Beamter des Britischen Hofes. Zugleich wurde er 2006 als Knight Grand Cross in den Royal Victorian Order aufgenommen. Seit November 2006 ist er Mitglied des Privy Councils. Zudem wurde er Kanzler des Royal Victorian Order.
Zum 1. April 2021 trat er nach 14 Jahren in den Ruhestand. Bei seiner Verabschiedung am 13. April 2021 zeichnete Königin Elisabeth II. ihn mit der nur selten verliehenen Royal Victorian Chain aus.